# Kinect Joy Ride
Kinect Joy Ride – gra wyścigowa opracowana przez BigPark i wydana przez Microsoft na konsolę Xbox 360 z wykorzystaniem Kinecta. Gra została wydana w Ameryce Północnej, Europie i Australii w listopadzie 2010 roku i był to jeden z pierwszych tytułów wydanych razem z premierą Kinecta.

## Rozgrywka
Gracz porusza w grze swoim awatarem i walczy o miano najszybszego kierowcy wyścigowego. Postać jest kierowana w sposób przypominający trzymanie prawdziwej kierownicy i obracanie ramionami w momentach zakrętów. Gracz dodatkowo może wykonywać ruchy rękami do przodu co spowoduje drift lub też ruch do siebie i następnie do przodu co spowoduje chwilowy wzrost prędkości. Samochody dodatkowo skacząc w powietrzu mogą wykonywać różnorakie obroty, zdobywając tym samym dodatkowe punkty.